# Atabapo (rijeka)
Atabapo (špa. Río Atabapo) je granična rijeka između Venezuele i Kolumbije duga 131 km, jedna od pritoka Orinoca.

## Zemljopisne karakteristike
Atabapo izvire u kišnim prašumama na jugu Venezuele u državi Amazonas (Estado Amazonas) u komuni Maroa.
Atabapo je tipična prašumska rijeka crne vode, koja uz velike meandre teče u smjeru sjeverozapada. Najvećim dijelom svog toka formira granicu između Kolumbije i Venezuele, kod venezuelanskog grada San Fernando de Atabapo uvire u Orinoco.

## Vanjske poveznice
|  | Zajednički poslužitelj ima još gradiva o temi Atabapo (rijeka) |

- Río Atabapo (šp.)